# ماکار هنچارنکو
ماکار هنچارنکو (اوکراینی: Макар Михайлович Гончаренко؛ ۵ آوریل ۱۹۱۲ – ۱ آوریل ۱۹۹۷) بازیکن فوتبال اهل اتحاد جماهیر شوروی سوسیالیستی بود.
از باشگاه‌هایی که در آن بازی کرده‌است می‌توان به باشگاه فوتبال چورنومورتس اودسا و باشگاه فوتبال دینامو کی‌یف اشاره کرد.